# استعمارزدایی از آسیا
استعمارزدایی از آسیا (انگلیسی: Decolonization of Asia) رشد تدریجی جنبش‌های استقلال‌طلبانه در آسیا بود که در نهایت منجر به عقب‌نشینی قدرت‌های خارجی و ایجاد تعدادی دولت-ملت در منطقه شد.

## زمینه
افول اسپانیا و پرتغال در قرن هفدهم راه را برای دیگر قدرت‌های اروپایی، یعنی هلند، فرانسه و انگلیس هموار کرد. پرتغال نفوذ خود را در همه مستعمرات خود به جز سه مستعمره، هند پرتغال، ماکائوی پرتغال و تیمور پرتغال از دست داد.
در پایان قرن هفدهم، هلندی‌ها بسیاری از مستعمرات قدیمی پرتغال را تصرف کردند و با مستعمراتی در آچه، بانتام، ماکاسار و جاکارتا در اندونزی امروزی حضوری قوی داشتند. هلندی‌ها همچنین با سیام، ژاپن، چین و بنگال روابط تجاری داشتند.
بریتانیایی‌ها از اوایل قرن هفدهم با پرتغالی‌ها، اسپانیایی‌ها و هلندی‌ها برای منافع خود در آسیا رقابت کرده بودند و در اواسط قرن نوزدهم، بخش زیادی از هند (از طریق شرکت بریتانیایی هند شرقی)، و همچنین برمه، سیلان، مالایا و سنگاپور را در اختیار داشتند. . پس از شورش‌های ۱۸۵۷ در هند، ملکه ویکتوریا به عنوان ملکه هند اعلام شد و بدین ترتیب حکومت بریتانیا در شبه قاره مستحکم شد. آخرین دست‌آورد بریتانیا در آسیا، سرزمین‌های جدید هنگ‌کنگ بود که در سال ۱۸۹۷ از دودمان چینگ اجاره شد و مستعمره بریتانیا را که در اصل در پیمان نانجینگ در سال ۱۸۴۲ واگذار شد، گسترش داد.
فرانسوی‌ها پس از شکست‌ها در مقابل بریتانیا در قرن هفدهم، موفقیت چندانی در هند به دست نیاوردند، هرچند که تا زمان استعمارزدایی، دارایی‌های خود را در سواحل شرقی هند (مانند پوندیچری و ماهار) حفظ کردند. فرانسوی‌ها پرسودترین و قابل توجه‌ترین مستعمره خود را از سال ۱۸۶۲ در هندوچین تأسیس کردند و در نهایت تا سال ۱۸۸۷ مناطق امروزی ویتنام، لائوس و کامبوج را اشغال کردند.
اولین مستعمره ژاپن جزیره تایوان بود که در سال ۱۸۷۴ تحت عنوان تایوان تحت حاکمیت ژاپن اشغال شد و در سال ۱۸۹۴ به‌طور رسمی توسط دودمان چینگ واگذار شد. ژاپن امپریالیسم اولیه خود را با الحاق کره در سال ۱۹۱۰ ادامه داد.
ایالات متحده در سال ۱۸۹۸ در طول جنگ آمریکا و اسپانیا وارد منطقه شد و فیلیپین را به عنوان تنها مستعمره خود از طریق نبرد ساختگی در پایتخت و خرید فیلیپین را از اسپانیا پس از اعلامیه استقلال فیلیپین و تشکیل اولین جمهوری فیلیپین گرفت.

## مستعمرات آسیایی از قرن ۱۷ تا پایان جنگ جهانی دوم
فهرست زیر قدرت‌های استعماری پس از پایان جنگ جهانی دوم در سال ۱۹۴۵، دارایی‌های استعماری یا اداری آنها و تاریخ استعمار زدایی را نشان می‌دهد.
- /// چین:
  -  تبت (۱۹۱۲)
  -  مغولستان (۱۹۲۴/۱۹۴۶)
  -  چین (۱۹۴۹)
- فرانسه:
  -  ویتنام شمالی (۱۹۴۵)
  -  لبنان (۱۹۴۶)
  -  سوریه (۱۹۴۶)
  -  کامبوج (۱۹۵۳–۱۹۷۰) (۱۹۵۳)
  -  لائوس (۱۹۵۳)
  -  هند فرانسه (۱۹۵۴)
  -  ویتنام جنوبی (۱۹۵۵)
- اندونزی
  -  تیمور شرقی (۱۹۹۹/۲۰۰۲)
- اسرائیل
  -  فلسطین (۲۰۲۲)
- ژاپن:
  -   (مانچوکوئو), شمال چین (۱۹۴۵/۱۹۴۶)
  -  جمهوری دوم فیلیپین (۱۹۴۵/۱۹۴۶)
  -  برمه (۱۹۴۵/۱۹۴۸)
  -  کره شمالی (۱۹۴۵/۱۹۴۸)
  -  کره جنوبی (۱۹۴۵/۱۹۴۸)
  -  تایوان (۱۹۴۵/۱۹۵۲)
- مالزی
  -  سنگاپور (۱۹۶۵)
- هلند:
  -  تایوان (۱۶۴۲)
  -  اندونزی (۱۹۴۵)
  -  گینه نو هلند (۱۹۶۲)
- پرتغال:
  -  هند پرتغال (۱۹۶۱)
  -  تیمور شرقی (۱۹۷۵/۲۰۰۲)
  -  ماکائو (۱۹۹۹)
- اتحاد جماهیر شوروی ( امپراتوری روسیه قبل از ۱۹۱۷/۱۹۲۲)
  -  مغولستان (۱۹۲۴)
  -  (مانچوکوئو), شمال چین (۱۹۴۶)
  -  کره شمالی (۱۹۴۸)
  -  قرقیزستان (۱۹۹۱)
  -  ازبکستان (۱۹۹۱)
  -  تاجیکستان (۱۹۹۱)
  -  ترکمنستان (۱۹۹۱)
- اسپانیا:
  -  تایوان (۱۶۶۲)
  -  اولین جمهوری فیلیپین (۱۸۹۸)
- ترکیه
  -  یمن (بعدها در سال ۱۹۶۲ به  جمهوری عربی یمن تبدیل شد) (۱۹۱۸)
- بریتانیا:
  -  افغانستان (۱۹۱۹)
  -  بنگلادش (۱۹۴۷) (۱۹۷۱)
  -  مصر (۱۹۲۲)
  -  عراق (۱۹۳۲)
  -  اردن (۱۹۴۶)
  -  هند (۱۹۴۷)
  -  پاکستان (۱۹۴۷)
  -  برمه (۱۹۴۸)
  -  سیلان (۱۹۴۸)
  -  اسرائیل (۱۹۴۸)
  -  فدراسیون مالایا (۱۹۵۷)
  -  قبرس (۱۹۶۰)
  -  کویت (۱۹۶۱)
  -  صباح (۱۹۶۳)
  -  ساراواک (۱۹۶۳)
  -  مالدیو (۱۹۶۵)
  -  سنگاپور (۱۹۶۵)
  -  یمن جنوبی (۱۹۶۷)
  -  عمان (۱۹۷۰)
  -  بحرین (۱۹۷۱)
  -  قطر (۱۹۷۱)
  -  امارات متحده عربی (۱۹۷۱)
  -  برونئی (۱۹۸۴)
  -  هنگ کنگ (۱۹۹۷)
- ایالات متحده آمریکا:
  -  فیلیپین (۱۹۴۶)
  -  کره جنوبی (۱۹۴۸)
- ژاپن (۱۹۴۵) (۱۹۵۲)
  -  ایالات فدرال میکرونزی (۱۹۸۶)
  -  پالائو (۱۹۹۴)